# Avenue de Tervueren
La Avenue de Tervueren (en neerlandés: Tervurenlaan) es una importante avenida situada en Bruselas (Bélgica). Fue encargada originalmente por el rey Leopoldo II como parte de su campaña constructiva y se inauguró en 1897, a tiempo para la Exposición Universal de Bruselas de ese año. Empieza en la estación Merode al oeste, pasa por la Square Montgomery, atraviesa Woluwe-Saint-Pierre, se cruza con la circunvalación R0 en Quatre Bras y termina en el parque de Tervuren.
Geográficamente, la Avenue de Tervueren constituye una prolongación de la Rue de la Loi, que empieza en el centro de Bruselas. La Rue de la Loi termina al oeste del Parque del Cincuentenario, mientras que la Avenue de Tervueren empieza al este del parque. Un túnel que empieza justo al oeste de la rotonda Schuman lleva la calzada principal de la Rue de la Loi por debajo del Parque del Cincuentenario (con una pequeña sección al aire libre en el centro del parque) y vuelve a la superficie en Merode para formar la calzada central de la Avenue de Tervueren.
La ruta 44 del tranvía recorre una gran parte de la Avenue de Tervueren, desde la estación Montgomery hasta Tervuren. Durante buena parte de ese itinerario tiene un carril segregado. La avenida también tiene un carril bici durante gran parte de su longitud.

## Eventos
En mayo de cada año se celebra el Festival de la Avenue de Tervueren, durante el cual la calle se cierra al tráfico rodado desde Merode hasta el parque de Woluwe y se instalan puestos, un mercadillo y varias atracciones familiares que atraen multitudes. En años pasados, el festival ha incluido fuegos artificiales, música en directo y eventos como cocinar una tortilla gigante. Esta celebración marca el aniversario de la apertura de la calle.

## Edificios de interés
La Avenue de Tervueren alberga muchos edificios de estilo modernista, Beaux Arts, art déco y ecléctico. El Palacio Stoclet, declarado Patrimonio de la Humanidad por la Unesco, se encuentra en la avenida, al igual que el Museo del Tranvía de Bruselas. Otros edificios de interés son los siguientes:
- N.º 68–70: Antiguo Instituto para el Tratamiento de Enfermedades del Ojo del Doctor Coppez (1912), diseñado por Jean-Baptiste Dewin.[2]
- N.º 110: Edificio de apartamentos de estilo Beaux Arts (1927), de Antoine Varlet.[3]
- N.º 166: Hôtel particulier de estilo Beaux Arts (1913), de Franz D'Ours.[4]

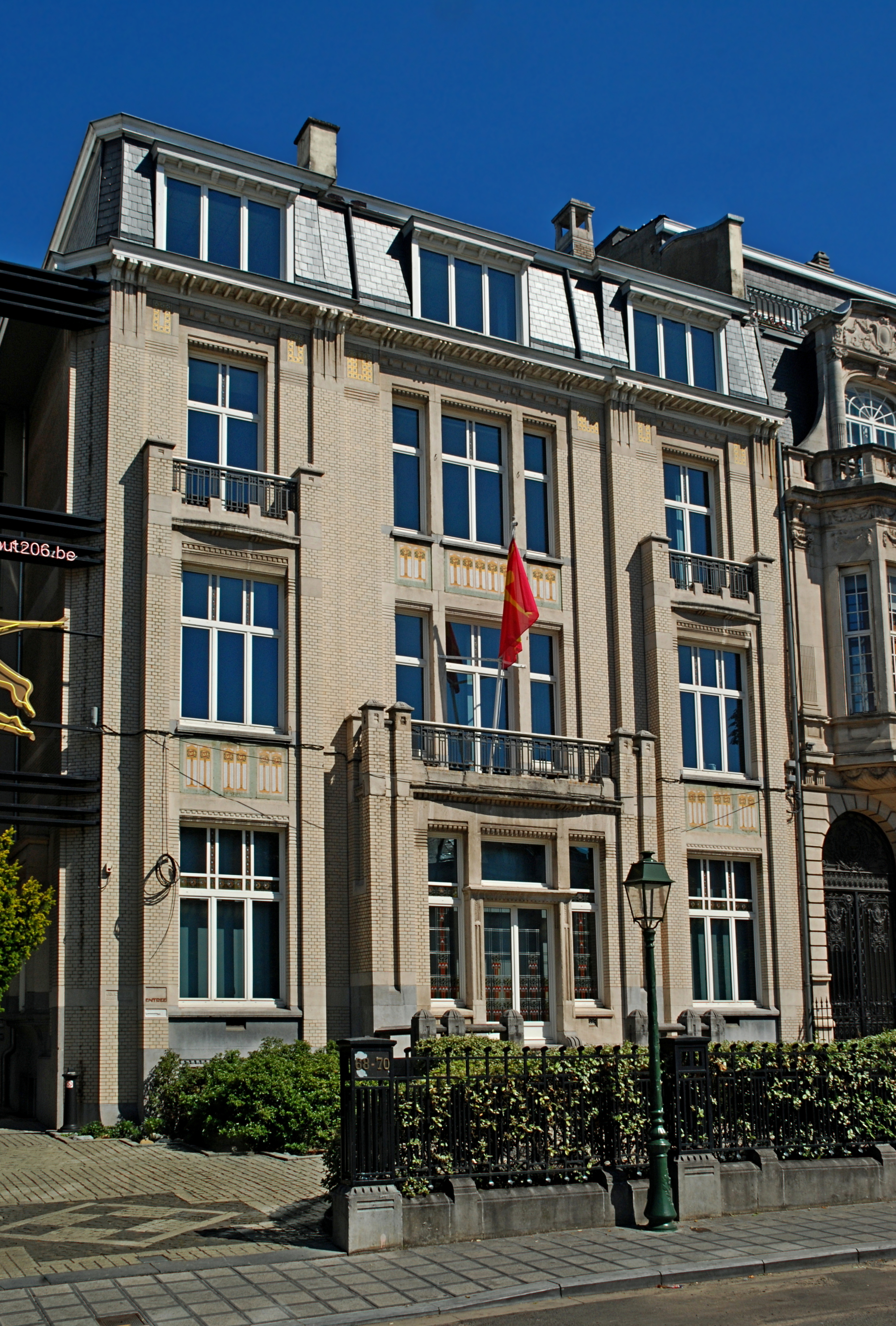
Antiguo Instituto para el Tratamiento de Enfermedades del Ojo del Doctor Coppez (Dewin, 1912).
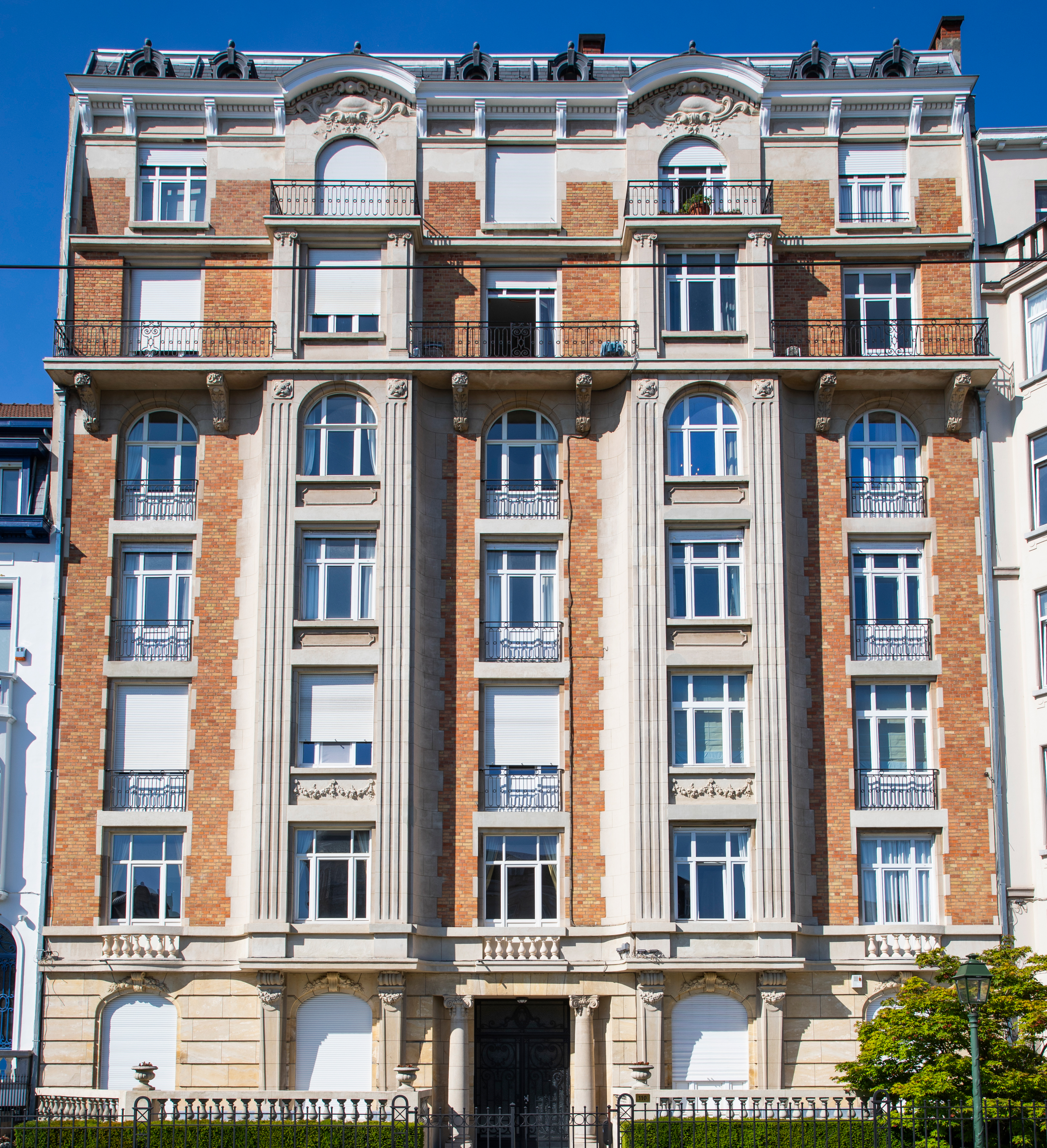
Edificio de apartamentos (Varlet, 1927).
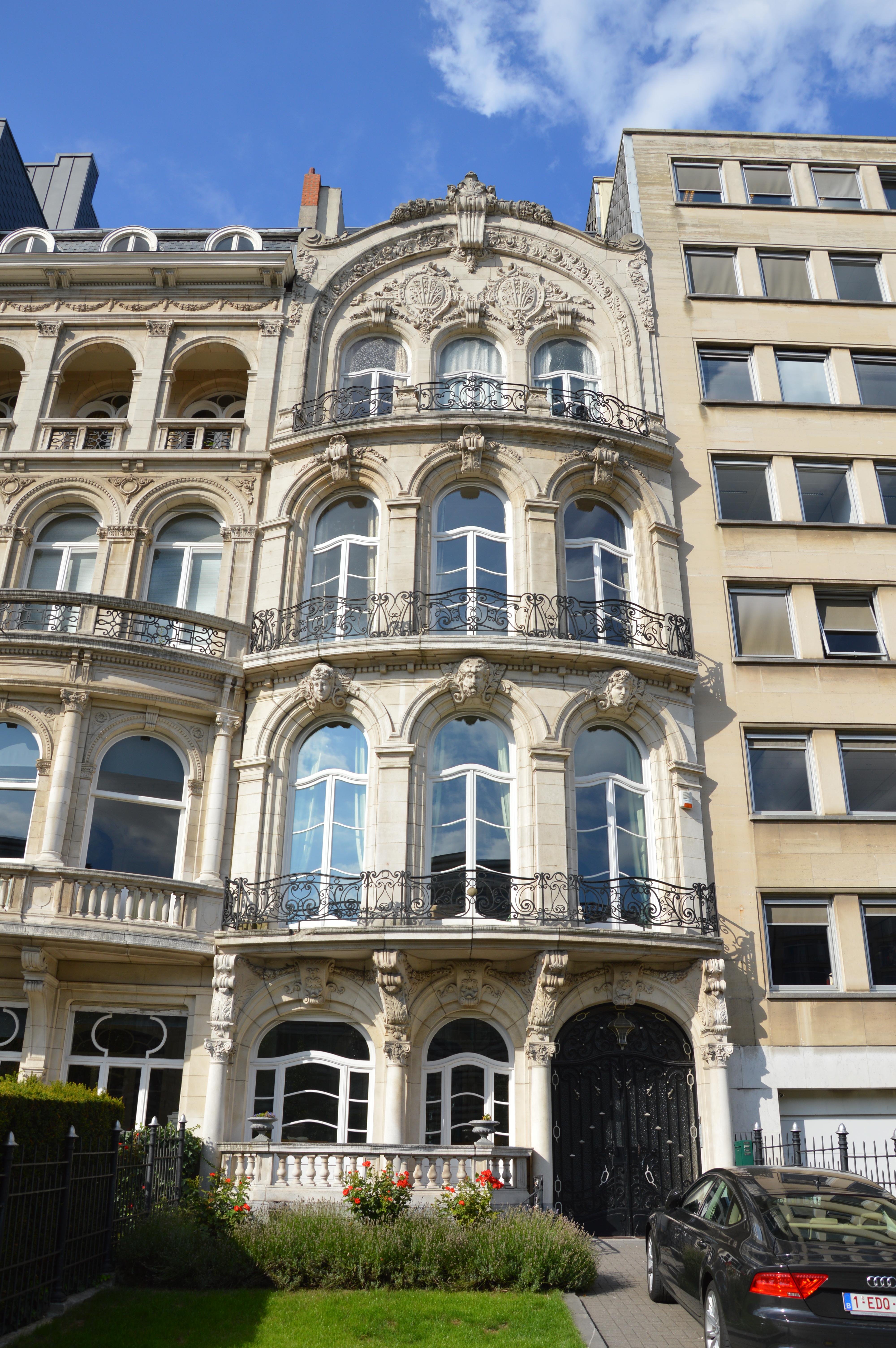
Hôtel particulier (D'Ours, 1913).